# Italjet

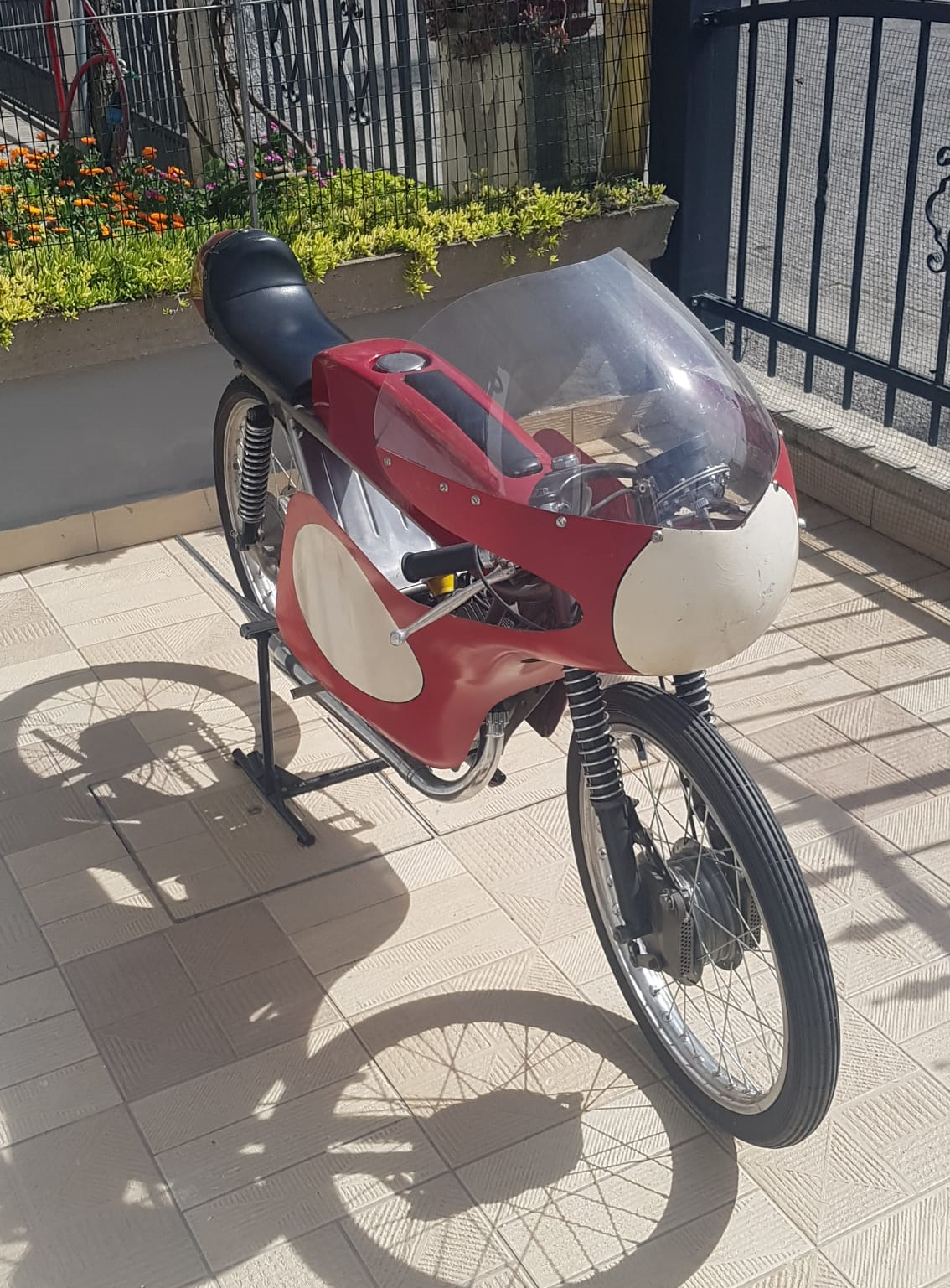
Italjet Vampire

L'Italjet è un'azienda motociclistica italiana di Castel Guelfo di Bologna fondata nel 1960 a Bologna, da Leopoldo Tartarini, come Italemmezeta. Dopo aver sospeso la produzione motociclistica all'inizio degli anni duemila, limitandosi alla produzione di biciclette elettriche e biciclette a pedalata assistita, ha presentato dei nuovi modelli di motocicletta all'EICMA 2018 e la produzione è ripartita nel novembre 2020.

## Storia
La storia di Italjet nasce nel 1959 nella Motorvalley bolognese ed è legata indissolubilmente alla famiglia Tartarini.
Il fondatore, Leopoldo Tartarini, noto pilota motociclistico degli anni cinquanta (vinse svariate volte al Motogiro d'Italia e alla Milano-Taranto), ritiratosi dalle corse in seguito ad una brutta caduta, propose alla Ducati, azienda per la quale correva, di organizzare il giro del mondo, impresa che a quel tempo era considerata quasi impossibile.

### La nascita della Italjet

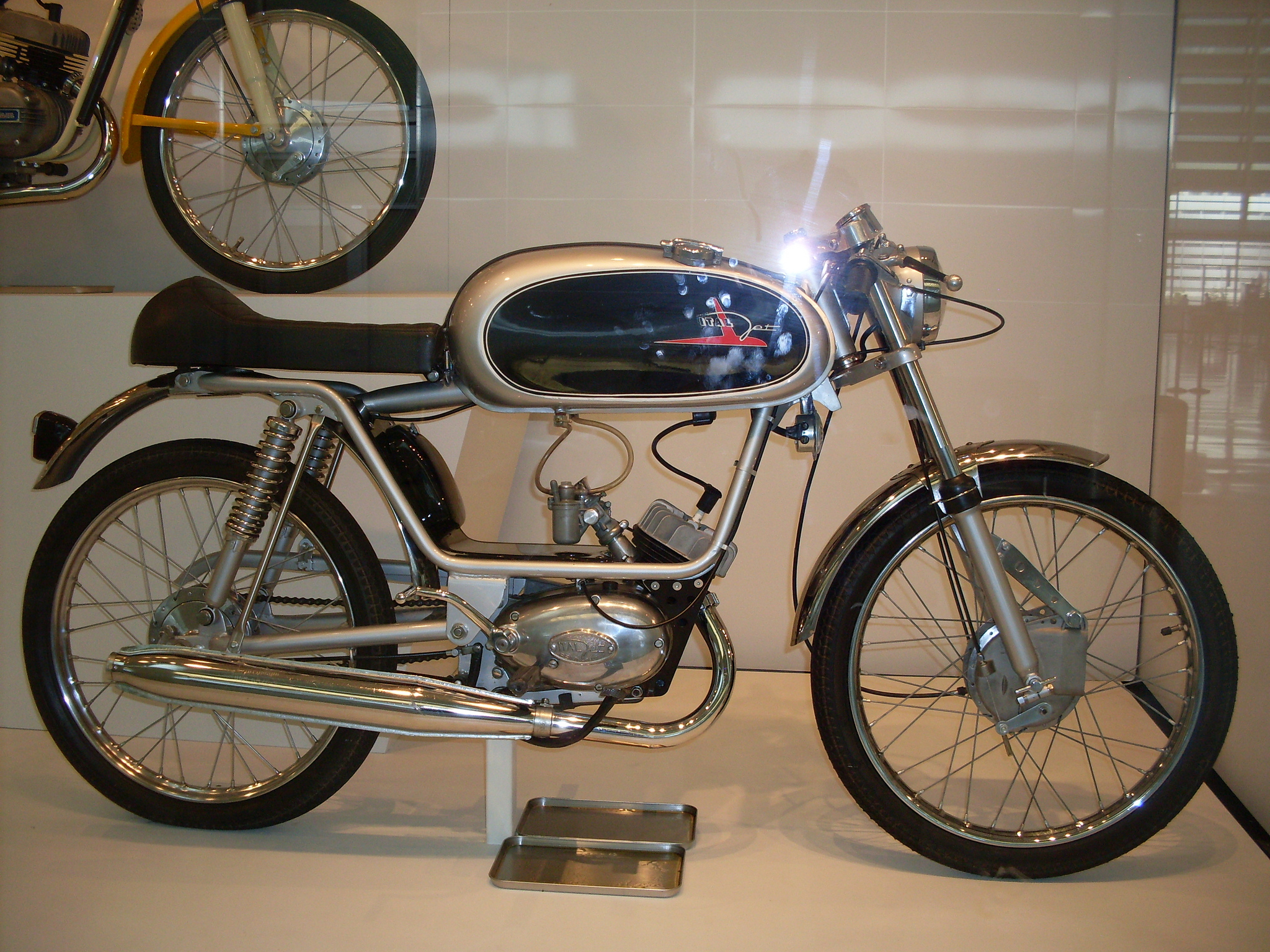
Italjet Mustang Veloce

Leopoldo Tartarini iniziò a dedicarsi alla costruzione di motocicli con motore MZ, da cui il nome Italemmezeta. Il primo prodotto fu una 125 spinta dal motore a due tempi tedesco-orientale, cui fece seguito nel 1962 un ciclomotore sportivo battezzato Italjet, ispirato nelle linee alle Ducati coeve. Nel 1964 nacque il Mustang, altro ciclomotore di indole sportiva e dalle soluzioni innovative, evolutosi successivamente nel Mustang Veloce.
La Italjet è nota per il suo design e vanta veicoli esposti nei musei MOMA e Guggenheim di New York. I modelli Italjet godranno di buon successo sia in Italia che all'estero per la loro originalità.
Sul finire degli anni sessanta la Casa emiliana rinnovò la propria gamma presentando una serie di minimoto da fuoristrada e alcuni modelli destinati al fuoristrada agonistico. Dal punto di vista commerciale, la Italjet divenne importatore italiano delle moto da cross ČZ e della Yamaha: sfruttando i motori della Casa nipponica nacquero la stradale Buccaneer 125 bicilindrica e la enduro Mad.
Concluso il rapporto con Yamaha la Italjet iniziò a importare e distribuire in Italia la Bultaco (1977); del 1978 è il Pack-A-Way, ciclomotore che riprendeva alcune idee già viste sul modello Kit-Kat, evolutosi nel 1980 nel Pack 2, il quale impiegava motore e trasmissione del Piaggio Ciao. Con meccanica Piaggio (quella del motocarro Ape) è anche il trike Ranger.

### Anni 80 e 90

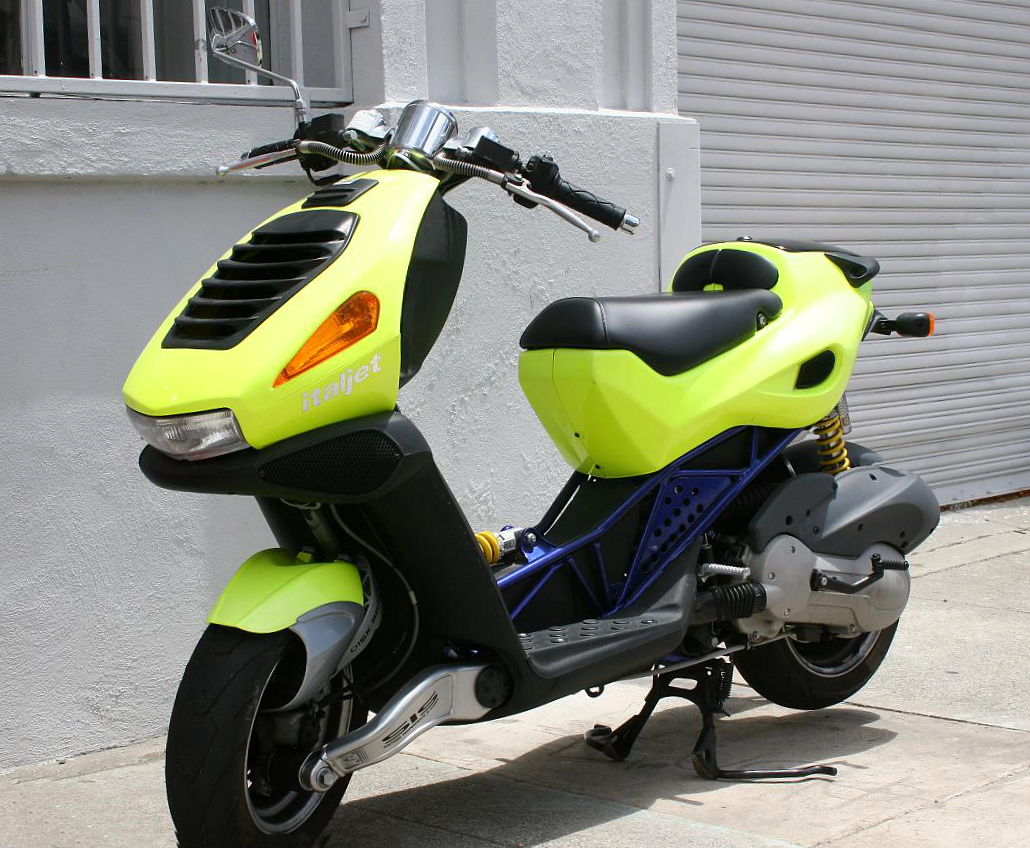
Italjet Dragster

Nel 1980 la Italjet, approfittando delle difficoltà finanziarie della Bultaco, entrò nel settore delle moto da trial, con delle 250 e 350 il cui motore (di lontana derivazione Ducati) era costruito in proprio dalla Casa. Del 1984 è la bicicletta a motore Tiffany.

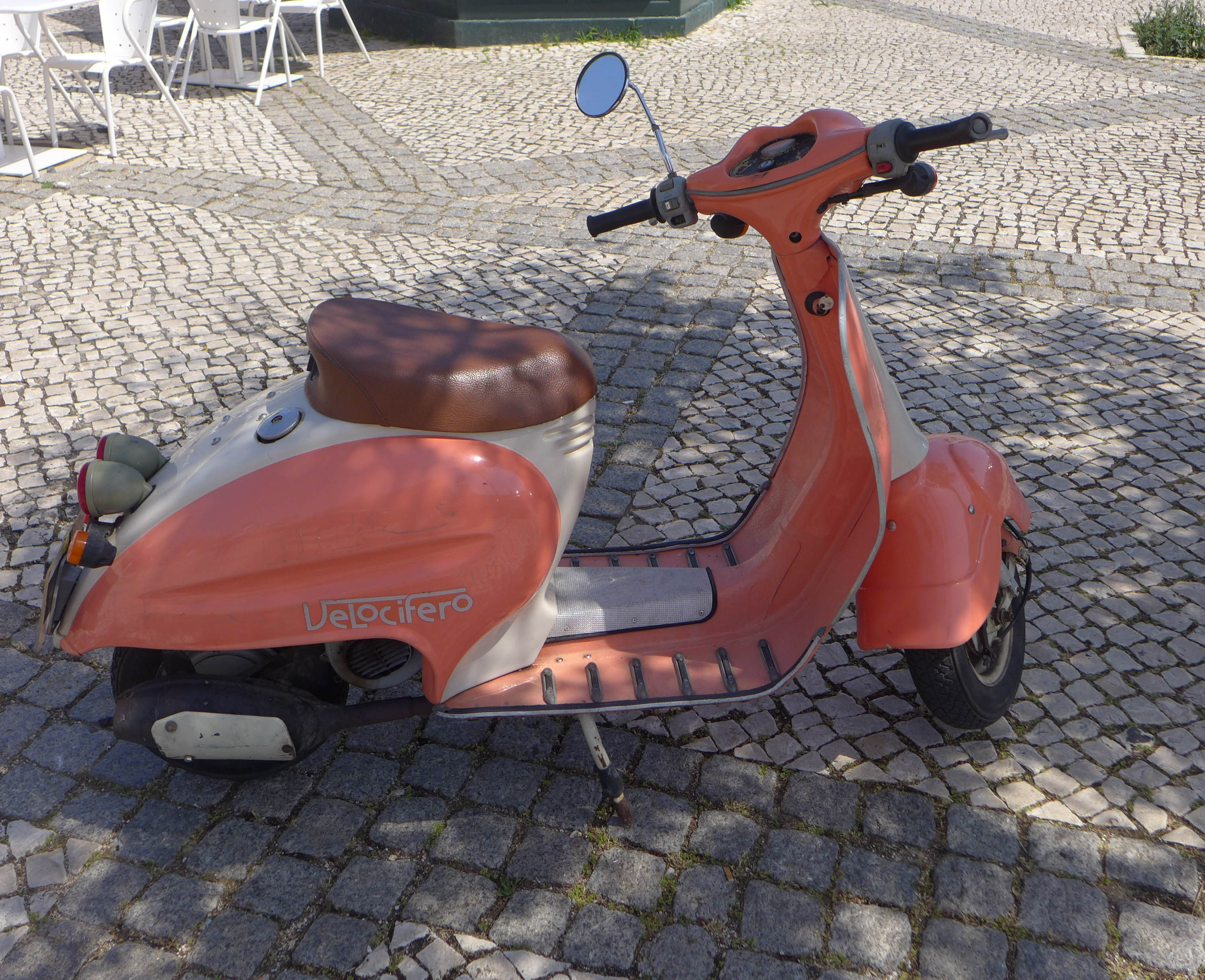
Il Velocifero 50

Nel 1986 l'azienda cessò la produzione di motocicli (fu mantenuta solo quella delle minimoto), per riprendere due anni dopo con una serie di scooter, come i modelli Dragster, Formula, Torpedo e Velocifero degli anni novanta.
Tra il 1993 e il 1994 viene completata la costruzione del nuovo stabilimento di Roseto degli Abruzzi, all’epoca uno dei più moderni e robotizzati per la produzione di ciclomotori e scooter. Nel dicembre 1994 al Motor Show di Bologna presenta il quadriciclo Newstreet con motore 50 cm³ che rimarrà allo stadio di prototipo.
Del 1999 è il prototipo di una nuova Grifon, con motore Triumph 900 cm³, mentre nel 2002 fu presentato il prototipo Amarcord, con ciclistica da moto e motore Piaggio 250 cm³ da scooter. Fu il canto del cigno della Italjet in quanto nell’aprile del 2003 venne dichiarata fallita dal Tribunale di Bologna e sospese la produzione di ciclomotori e motocicli. Leopoldo Tartarini fonderà successivamente uno studio di design, lasciando il marchio al figlio Massimo.

### Anni recenti
Nel 2007 viene presentato un nuovo prototipo di Grifon: si tratta in realtà di una Hyosung GT 650 per telaio e motore, bicilindrico da 650 cm³. Italjet ha ridisegnato alcune altre parti. Da quel momento l'Italjet si è limitata alla produzione di biciclette elettriche sino all'EICMA 2018 dove sono stati presentati dei nuovi modelli motociclistici destinati alla produzione dall'anno successivo.
Nel novembre 2020 riparte la produzione di motocicli con la nuova generazione di Dragster, modello totalmente nuovo con motore 125 e 200 ispirato al celebre scooter anni novanta. La nuova serie prodotta in Italia nel nuovo stabilimento di Castel Guelfo di Bologna viene distribuita in tutta Europa dalla rete di vendita dell’austriaca KSR.

## Le competizioni
Il legame tra l'Italjet e le competizioni risale al passato sportivo del fondatore. Nel 1965 entrò in produzione il modello Vampire, moto da corsa per la neonata categoria 60 Cadetti, di buon successo sportivo. Altro modello di successo nelle corse è la Buccaneer, con la quale la Italjet vinse tre campionati italiani juniores della ottavo di litro (dal 1973 al 1975).
Nel 1979 la Casa emiliana si dedicò al trial, dapprima sostenendo Bernie Schreiber nel campionato mondiale e Ettore Baldini nel campionato italiano, e, dal 1980, con una propria moto, ottenendo ottimi risultati a livello nazionale e mondiale.
Nella stagione 2000 la Italjet fece il suo ingresso nel motomondiale, presentandosi nella classe 125 con la F 125.

### Risultati nel motomondiale
I punti e il risultato finale si riferiscono alla classifica costruttori.
| Anno | Moto          | Gomme | Piloti         |     |     |     |    |     |    |    |     |    |     |    |     |    |     |     |     | Punti | Pos. |
| ---- | ------------- | ----- | -------------- | --- | --- | --- | -- | --- | -- | -- | --- | -- | --- | -- | --- | -- | --- | --- | --- | ----- | ---- |
| 2000 | Italjet F 125 | D     | Leon Haslam    | 22  | 19  | Rit | 17 | NQ  | 22 | 10 | 18  | 19 | Rit | 17 | Rit | 22 | Rit | Rit | 17  | 31    | 4º   |
| 2000 | Italjet F 125 | D     | Jaroslav Huleš | Rit | Rit | Rit | 14 | Rit | 14 | NP | Rit | 8  | Rit | 9  | 10  | 21 | Rit |     |     | 31    | 4º   |
| 2000 | Italjet F 125 | D     | Marco Tresoldi |     |     |     |    |     |    |    |     |    |     |    |     |    |     | 22  | Rit | 31    | 4º   |

| Anno | Moto          | Gomme | Piloti             |     |    |     |     |     |    |     |     |    |     |     |    |     |    |     |     | Punti | Pos. |
| ---- | ------------- | ----- | ------------------ | --- | -- | --- | --- | --- | -- | --- | --- | -- | --- | --- | -- | --- | -- | --- | --- | ----- | ---- |
| 2001 | Italjet F 125 | B     | Stefano Perugini   | Rit | 11 | 12  | Rit | Rit | 11 | 12  | Rit | 16 | Rit | Rit | 12 | Rit | 16 | 13  | Rit | 42    | 6º   |
| 2001 | Italjet F 125 | B     | Gianluigi Scalvini | 13  | 14 | Rit | NP  | Rit | 13 | Rit | Rit | 22 | Rit | 18  | 22 | 9   | 18 | Rit | 9   | 42    | 6º   |

| Anno | Moto          | Gomme | Piloti            |     |    |    |     |     |    |     |    |     |     |     |    |     |     |     |     | Punti | Pos. |
| ---- | ------------- | ----- | ----------------- | --- | -- | -- | --- | --- | -- | --- | -- | --- | --- | --- | -- | --- | --- | --- | --- | ----- | ---- |
| 2002 | Italjet F 125 | D B   | Gábor Talmácsi    | Rit | 18 | 20 | Rit | Rit |    |     |    |     |     |     |    |     |     |     |     | 32    | 5º   |
| 2002 | Italjet F 125 | D B   | Stefano Perugini  | 11  | 24 | 16 | Rit | 15  | 13 | Rit | 11 | Rit | 18  | Rit | 6  | 20  | Rit | 12  | Rit | 32    | 5º   |
| 2002 | Italjet F 125 | D B   | Leon Camier       |     |    |    |     |     | 24 | 28  | 24 |     |     |     |    |     |     |     |     | 32    | 5º   |
| 2002 | Italjet F 125 | D B   | Christian Pistoni |     |    |    |     |     |    |     |    | Rit | Rit | 12  | 19 | Rit | Rit | Rit | Rit | 32    | 5º   |

| Legenda | 1º posto        | 2º posto            | 3º posto            | A punti      | Senza punti        | Grassetto – Pole position Corsivo – Giro più veloce |
| Legenda | Gara non valida | Non qual./Non part. | Ritirato/Non class. | Squalificato | '-' Dato non disp. | Grassetto – Pole position Corsivo – Giro più veloce |